# Ward Moore
Joseph Ward Moore (* 10. August 1903 in Madison, New Jersey; † 28. Januar 1978 in Pacific Grove, Kalifornien) war ein US-amerikanischer Science-Fiction-Autor.

## Leben
Joseph Ward Moore wuchs in Madison, New Jersey auf. Er entschloss sich früh, Schriftsteller zu werden. Nachdem er zunächst als Buchhändler in New York gearbeitet hatte, lebte er einige Zeit in Chicago, Illinois und seit 1929 in der Nähe von Los Angeles in Kalifornien. Von 1937 bis 1940 war er beim Federal Writers’ Project beschäftigt, bevor er 1942 seinen ersten Roman, Breathe the Air Again, veröffentlichte. In diesem Roman setzt Moore sich mit den Arbeitskämpfen während der Weltwirtschaftskrise auseinander. Sein nächster Roman, Greener Than You Think handelt davon, wie ein neuartiger Dünger zu einem ungezügelten Graswachstum führt, bis die ganze Welt von Gras überwuchert ist. Sein größter Erfolg war 1953 das bis heute im Druck befindliche Bring the Jubilee (dt. Der große Süden), ein Klassiker der Alternativweltliteratur, in dem die Südstaaten den amerikanischen Bürgerkrieg gewinnen. An diesen Erfolg konnten seine späteren Bücher nicht anknüpfen, aber seine 1953 und 1954 erschienenen Kurzgeschichten Lot und Lot's Daughter dienten als Vorlage für den Film Panic in the Year Zero (1962, dt. Panik im Jahre Null), und sein Werk hat bis heute einen großen Einfluss auf andere Science-Fiction-Autoren. Ward Moore starb am 28. Januar 1978 in Kalifornien.

## Bibliografie
Romane
- Breathe the Air Again (1942)
- Greener Than You Think (1947)
  - Deutsch: Es grünt so grün. Übersetzt von Bernd W. Holzrichter. Moewig Science Fiction #3510, 1981, ISBN 3-8118-3510-6.
- Bring the Jubilee (1953)
  - Deutsch: Der große Süden. Übersetzt von Walter Brumm. Heyne Science Fiction & Fantasy #3760, 1980, ISBN 3-453-30663-5.
- Joyleg (1962, mit Avram Davidson)
- Caduceus Wild (1959, 1978, mit Robert Bradford)
- Transient (1960, 2013)

Kurzgeschichten
- Peacebringer (1950, auch als Sword of Peace)
- Flying Dutchman (1951)
- We, The People (1952)
- Bring the Jubilee (1952)
- Measure of a Man (1953)
- Lot (1953, auch als Panic in the Year Zero, 1995)
  - Deutsch: Lot. In: Hans Joachim Alpers, Werner Fuchs (Hrsg.): Die Fünfziger Jahre I. Hohenheim (Edition SF im Hohenheim Verlag), 1981, ISBN 3-8147-0010-4.
- Lot's Daughter (1954)
- Rx Jupiter Save Us (1954)
- Dominions Beyond (1954, auch als The Second Trip to Mars)
  - Deutsch: God Save the Queen. In: Wulf Bergner (Hrsg.): Der Aufstand der Kryonauten. Heyne (Heyne Science Fiction & Fantasy #3454), 1975, ISBN 3-453-30338-5.
- The Mysterious Milkman of Bishop Street (1955)
- Caution Advisable (1955)
- In Working Order (1955)
- Old Story (1955)
- No Man Pursueth (1956)
- The Rewrite Man (1956)
- Adjustment (1957)
- The Fellow Who Married the Maxill Girl (1960)
- It Becomes Necessary (1961)
- Rebel (1962)
- Frank Merriwell in the White House (1973)
  - Deutsch: Frank Merriwell im Weißen Haus. 1989.
- The Boy Who Spoke Cat (1973)
- Durance (1975)
- Wish Fiddle (1975)
- A Class with Dr. Chang (1976)
- Conversation Piece (1978)
- With Mingled Feelings of Anticipation and Apprehension the Emigrants Leave Their Native Earth for a Far-Off Destination (1980)
  - Deutsch: Mit gemischten Gefühlen von Vorfreude und Angst brechen die Emigranten von ihrer heimatlichen Erde zu einem weit entfernten Bestimmungsort auf. In: Roy Torgeson (Hrsg.): Versuch dich zu erinnern. Moewig (Playboy Science Fiction #6726), 1982, ISBN 3-8118-6726-1.